# Zeleni Jurij (Makarovič)
Zeleni Jurij je pesem Svetlane Makarovič, ki je leta 1972 izšla v pesniški zbirki Volčje jagode pri založbi Obzorja.

## Vsebina
V prvem delu Zeleni Jurij predstavlja lik iz ljudske pesmi. Predstavljen je v pozitivni luči, saj je pregnal zimo in pripeljal pomlad. V zahvalo pesem poziva ljudi, naj odprejo okna in duri, ter sprejmejo Zelenega Jurija. V drugi polovici prvega dela pa že pride do odstopanja od ljudske pesmi. Ljudje slabo sprejmejo Zelenega Jurija in želijo, naj se mu godi tako slabo, kot se godi njim. 
V drugem delu pesmi se negativna energija stopnjuje. Ljudje so gledali drug mimo drugega in kamenjali dečka. Zeleni Jurij se po kamenjanju umakne in ne želi biti del tega sveta. Leta se deček ne vrne in med tem tudi ljudje pozabijo nanj. 
V tretjem delu pesmi pesem poziva, naj ljudje zaprejo okna in vrata, saj prihaja Sivi Jurij. Deček se je spremenil iz veselega v zlobnega Jurija, kar je razvidno iz preimenovanja glavnega lika. Sivi Jurij tokrat prinaša med ljudi strah zaradi svoje hudobije. Zlo, ki ga je bil deležen kot Zeleni Jurij, sedaj stotero vrača.